# Nepal nos Jogos Olímpicos de Verão de 1976
O Nepal competiu nos Jogos Olímpicos de Verão de 1976 em Montreal, Canadá.

## Atletismo
Maratona masculina
- Baikuntha Manandhar
  - Final — 2:30:07 (→ 50º lugar)